# Central nuclear de Bushehr
La central nuclear de Bushehr (en persa نیروگاه اتمی بوشهر) és una instal·lació atòmica de l'Iran. Està situada 17 quilòmetres al sud-est de la ciutat de Bushehr, entre els municipis pesquers de Halileh i Bandargeh a la costa del Golf Pèrsic. La central nuclear està ubicada sobre la unió de tres plaques tectòniques.

## Construcció
La construcció de la central va començar el 1975 amb la participació de diverses empreses alemanyes, però el 1979 les obres van ser paralitzades com a conseqüència de la Revolució Islàmica que va viure el país. Dècades després, el 1995, l'Iran i el Ministeri per a l'Energia Atòmica de Rússia van signar un acord per finalitzar la seva construcció, acord en què l'empresa pública russa Atomstroyexport seria la contractista principal. El desenvolupament de les obres es va endarrerir diversos anys a causa de problemes tècnics i financers així com a la pressió política de diversos països occidentals. El 2007 es va signar un nou acord entre Rússia i l'Iran en què els segons es comprometien a compensar econòmicament pel sobrecost i la inflació un cop acabades les obres. El lliurament de combustible nuclear de Rússia a l'Iran va començar aquell mateix any. La central nuclear de Bushehr va començar a aportar electricitat a la xarxa elèctrica nacional el 3 de setembre de 2011, sent inaugurat oficialment el 12 de setembre amb les assistència a la cerimònia de Serguei Shmatko, ministre rus d'energia, i Serguei Kiriyenko, director de Rosatom.

## Disseny
En el procés de disseny de la central nuclear de Bushehr hi ha hagut dificultats tècniques en haver d'adaptar les seves instal·lacions al clima de la regió on s'ubica. La seva ubicació també ha tingut múltiples implicacions en l'àmbit polític i de relacions internacionals. En aquest sentit és considerada com la primera central nuclear civil construïda a Orient Mitjà, i la segona instal·lació nuclear a la regió després del Centre de Recerca Nuclear del Néguev, a Dimona ( Israel ).